# 광주 극락사 석조지장보살좌상
광주 극락사 석조지장보살좌상(廣州 極樂寺 石造地藏菩薩坐像)은 대한민국 경기도 광주시 양벌동, 극락사에 있는 불상이다. 2006년 6월 19일 경기도의 유형문화재 제201호로 지정되었다.

## 개요
석조지장보살좌상은 보존상태가 양호하고, 지장보살로는 양손을 마주잡은 선정인의 手印이 희귀할 뿐 만 아니라 석조불상에서 잘 보이지 않는 복장공이 있으며, 불상양식도 16-17세기에 제작된 것으로 추정되어 조선시대 불상연구에 중요한 자료이다.

## 참고 자료
- 광주극락사석조지장보살좌상 - 국가유산청 국가유산포털